# 둥지

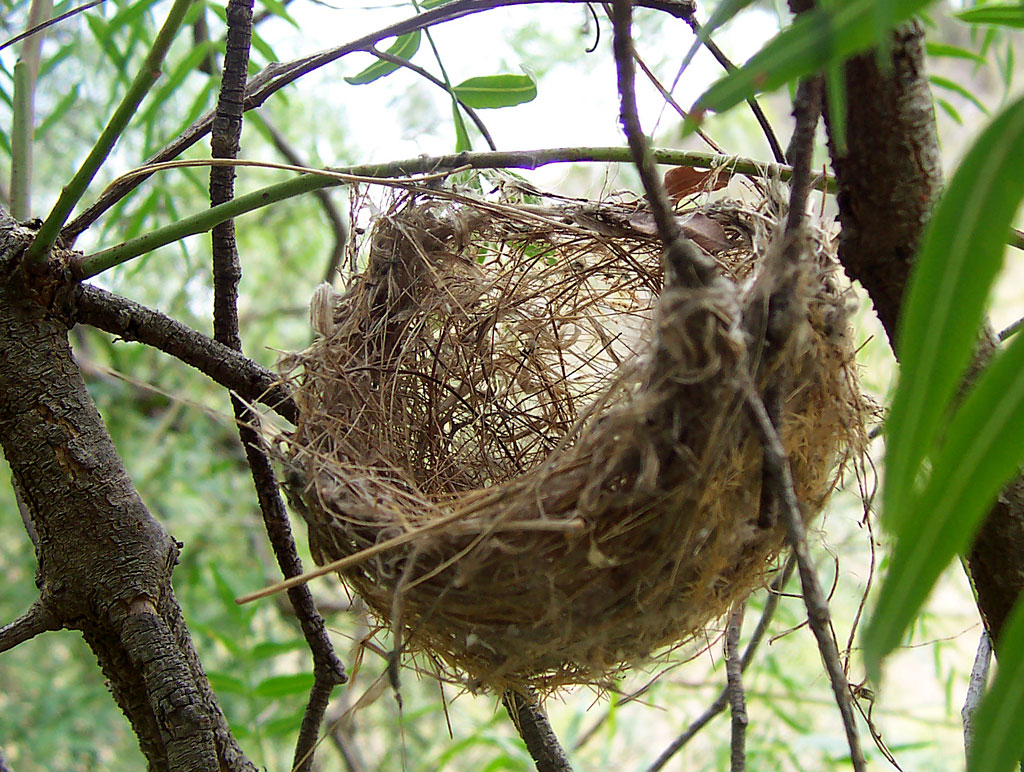
바구니 모양의 둥지

둥지 또는 보금자리는 동물이 생활의 필요를 위해서 자신의 체외에 만드는 특별한 구조다. 둥지를 만드는 것을 보통 "둥지를 치다"라고 표현한다.

## 새의 둥지

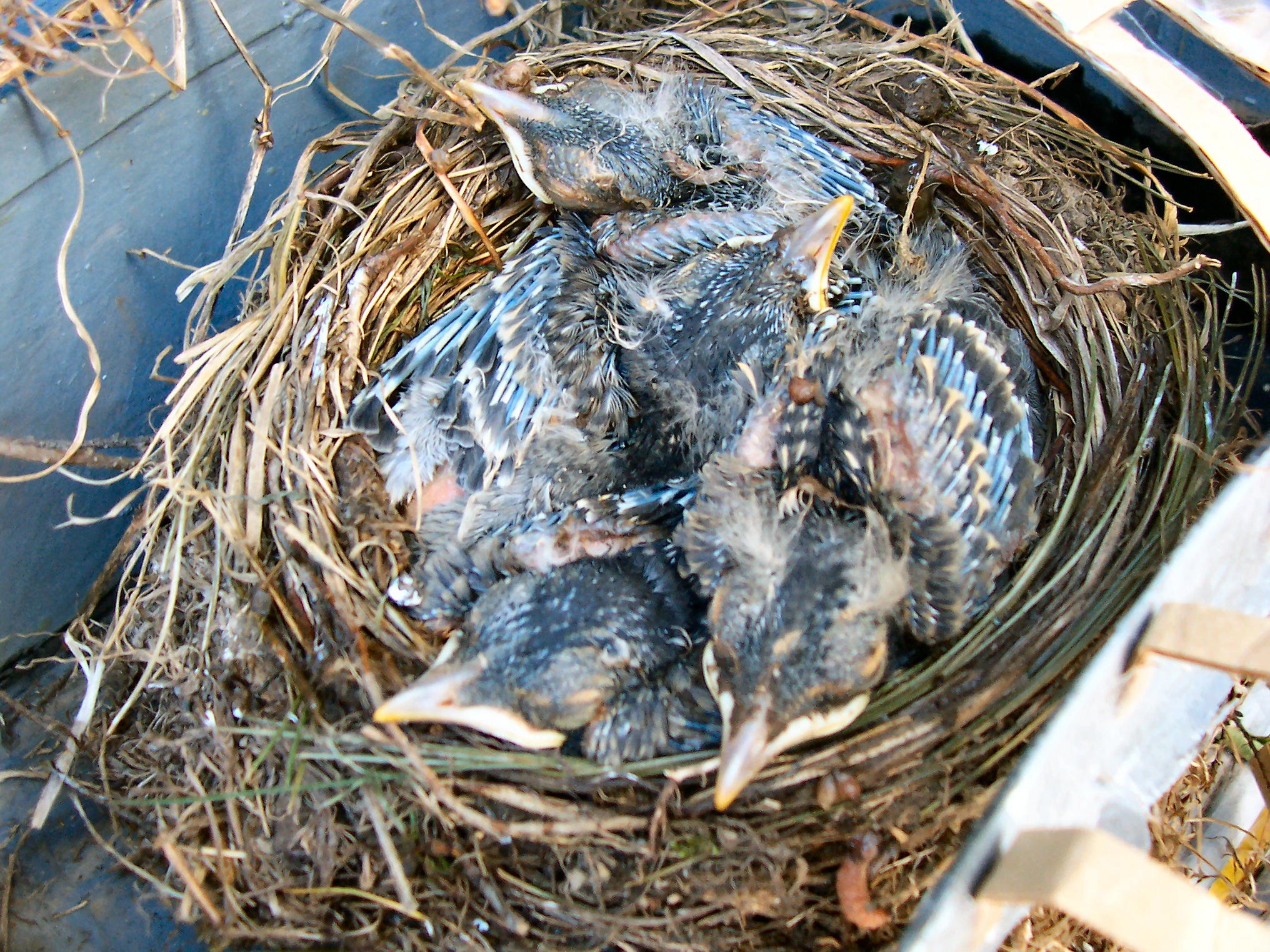
새의 둥지

새의 대부분의 종은 어떠한 종류의 둥지를 치는데 일부는 처음에 지역을 바꾸지 않고 알을 바위 암초나 맨 흙 위에 낳는다. 둥지는 흙이나 채소 안에 얇게 들어가 있기도 하며, 직접 둥지를 치기도 한다. 어떠한 새 종은 나무 구멍을 이용하거나 땅에 굴을 파 들어가기도 한다.
잔가지, 풀, 잎과 같은 몇 가지 유기 물질로 이루어져 있으며, 단순히 땅 안에 자리잡거나 나무 속 구멍, 건물, 바위와 같은 곳에 위치해 있다. 가끔 끈, 플라스틱, 옷, 머리카락, 종이와 같은 인공 물질이 쓰이는 경우도 있다.
종마다 구별된 둥지 스타일을 가지고 있다. 또한 여러 다른 생식지에서 찾을 수 있다. 둥지는 새에게서 주로 볼 수 있지만, 포유 동물, 물고기, 곤충, 파충류에서도 발견된다.
어떠한 새들은 나무 안에 둥지를 틀기도 하고, 어떤 새들은 바위 암초 위에 짓기도 하며, 다른 새들은 땅 위나 굴 안에 둥지를 짓는다.

## 사진

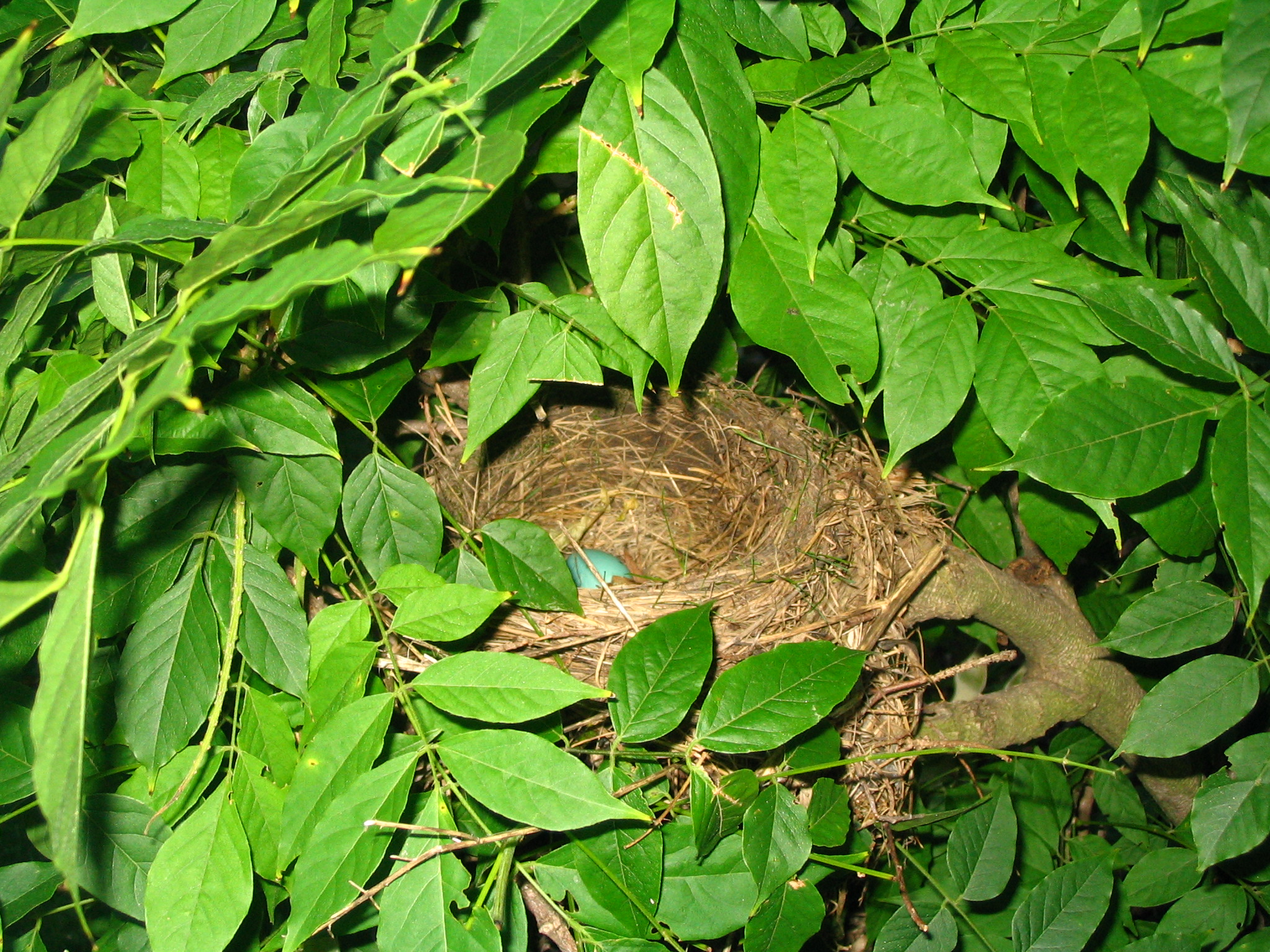
아메리칸 로빈의 둥지 안에 있는 한 개의 알
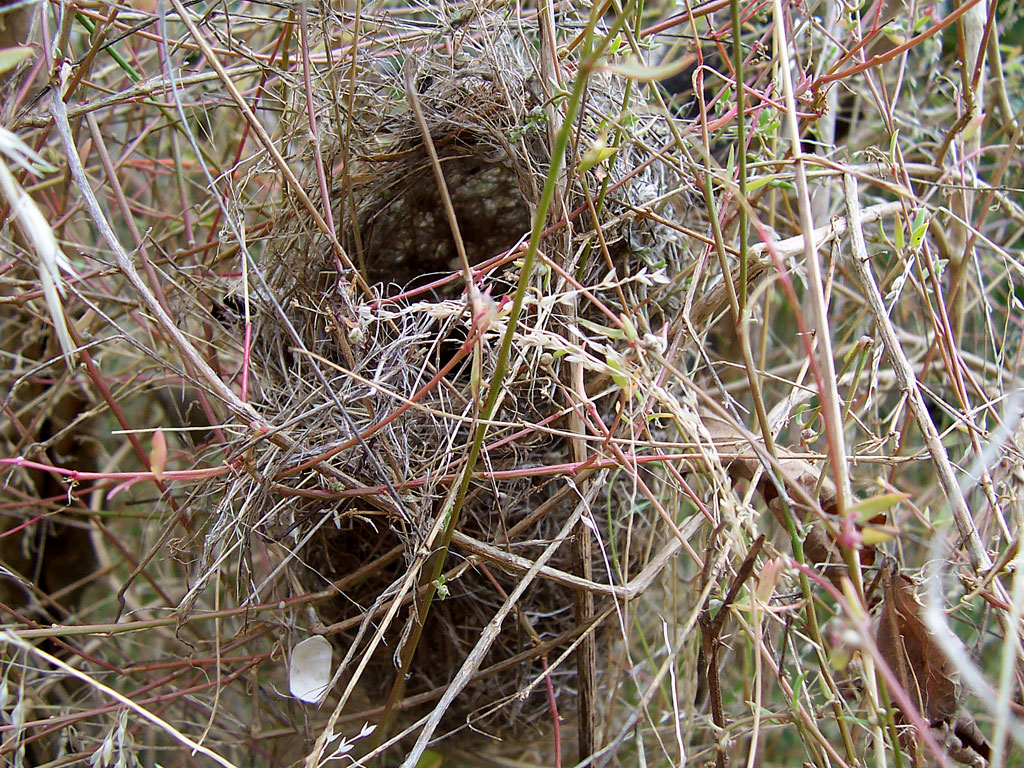
풀 속의 둥지
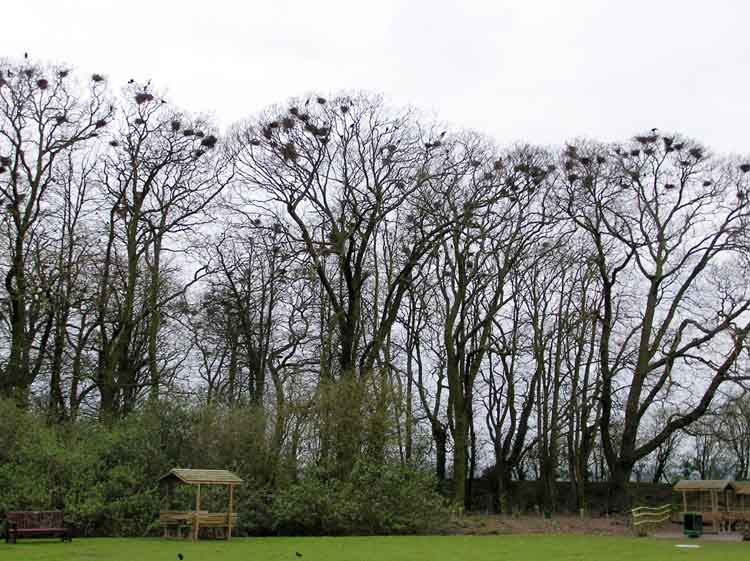
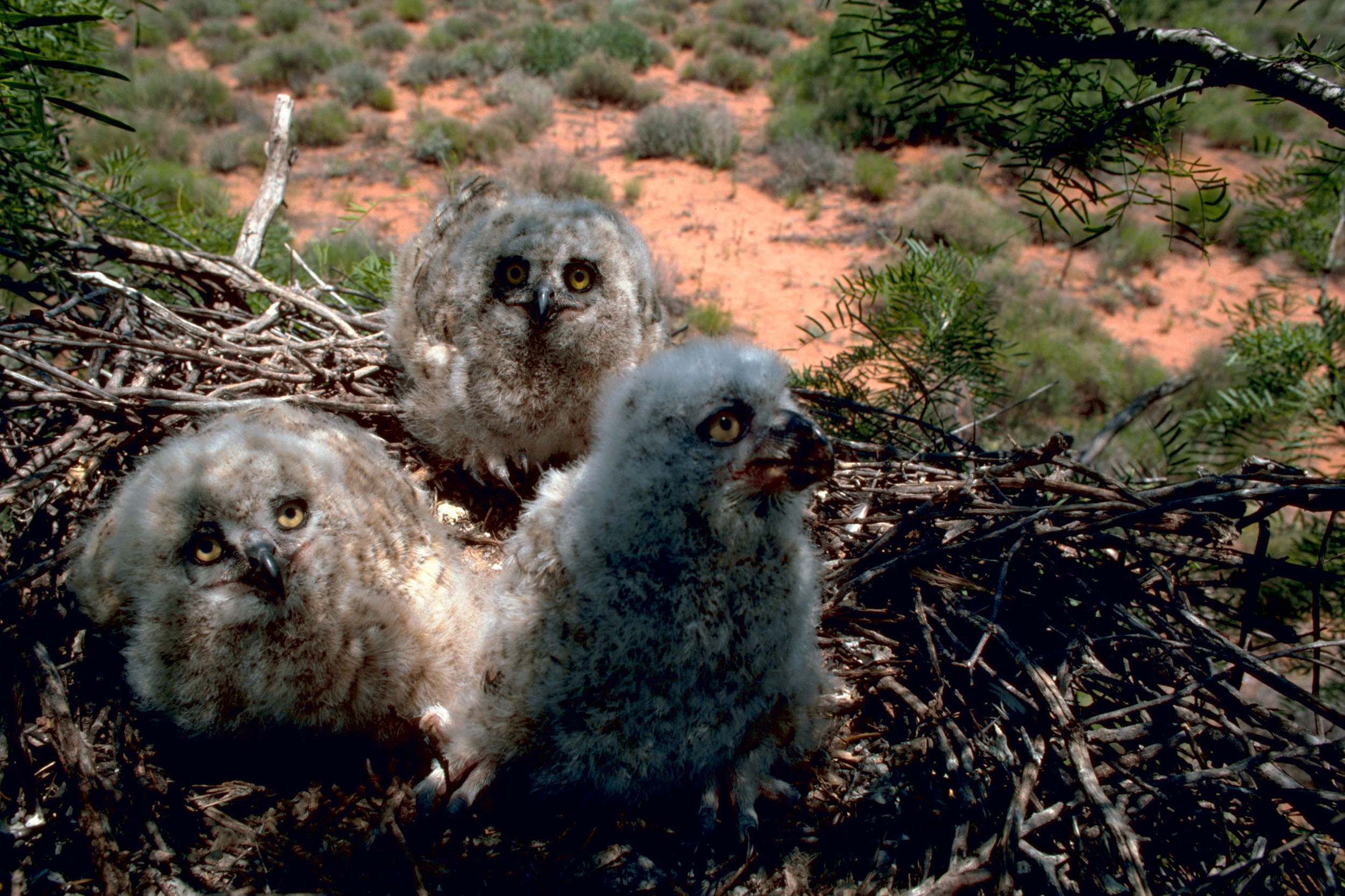
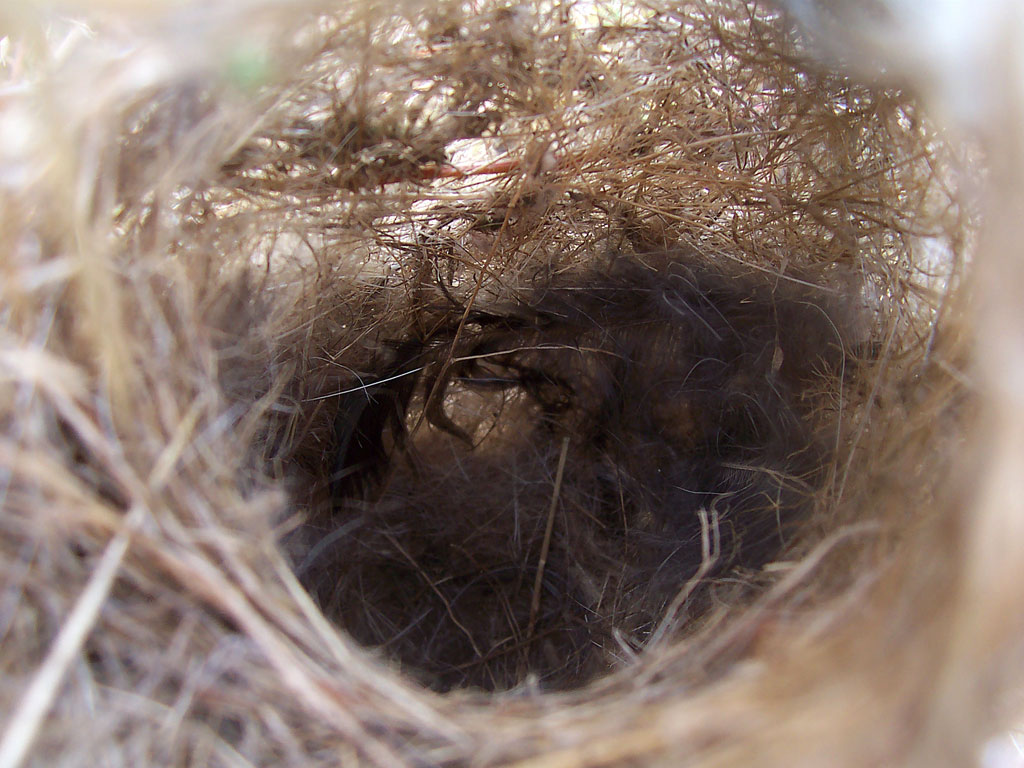
새 둥지 안
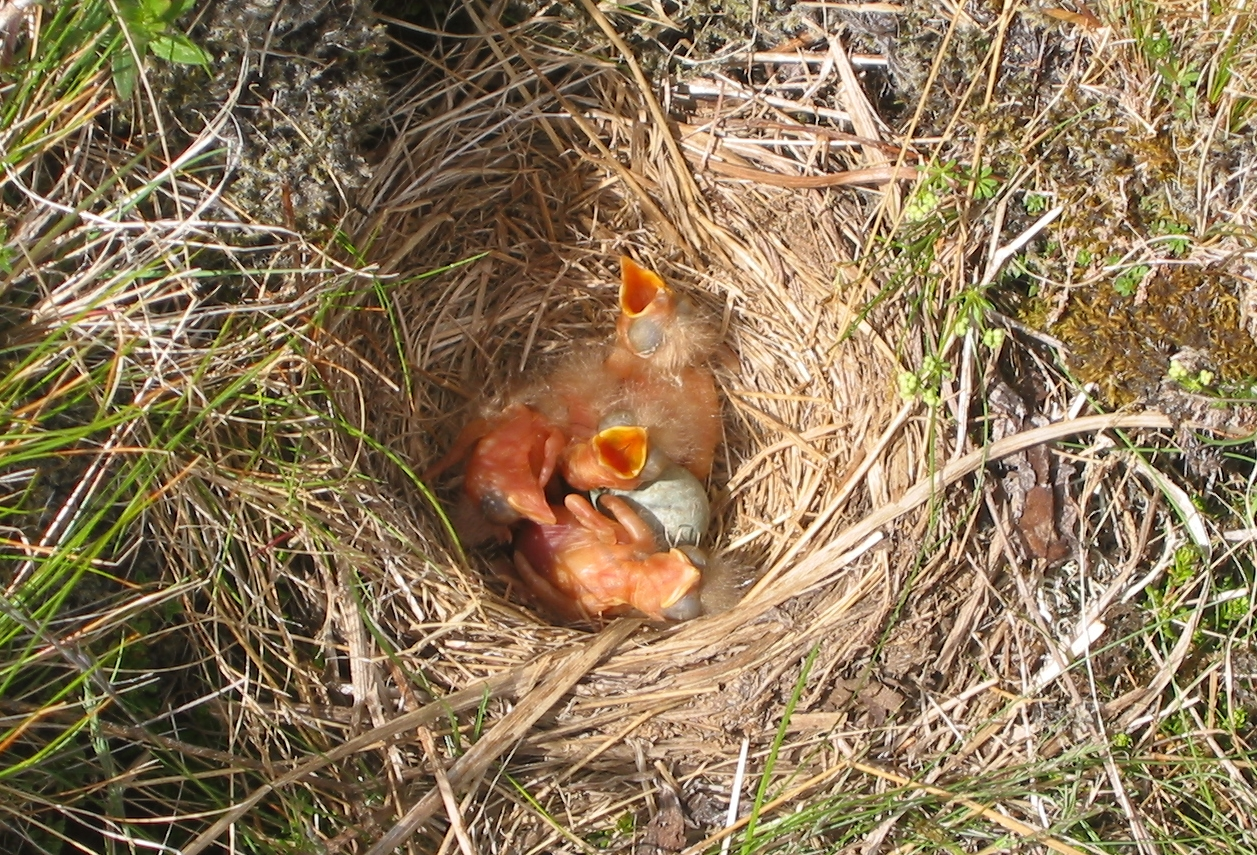
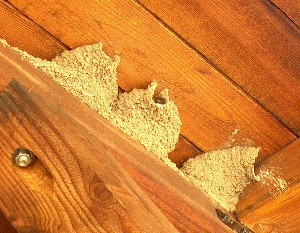
제비가 만든 흙 둥지
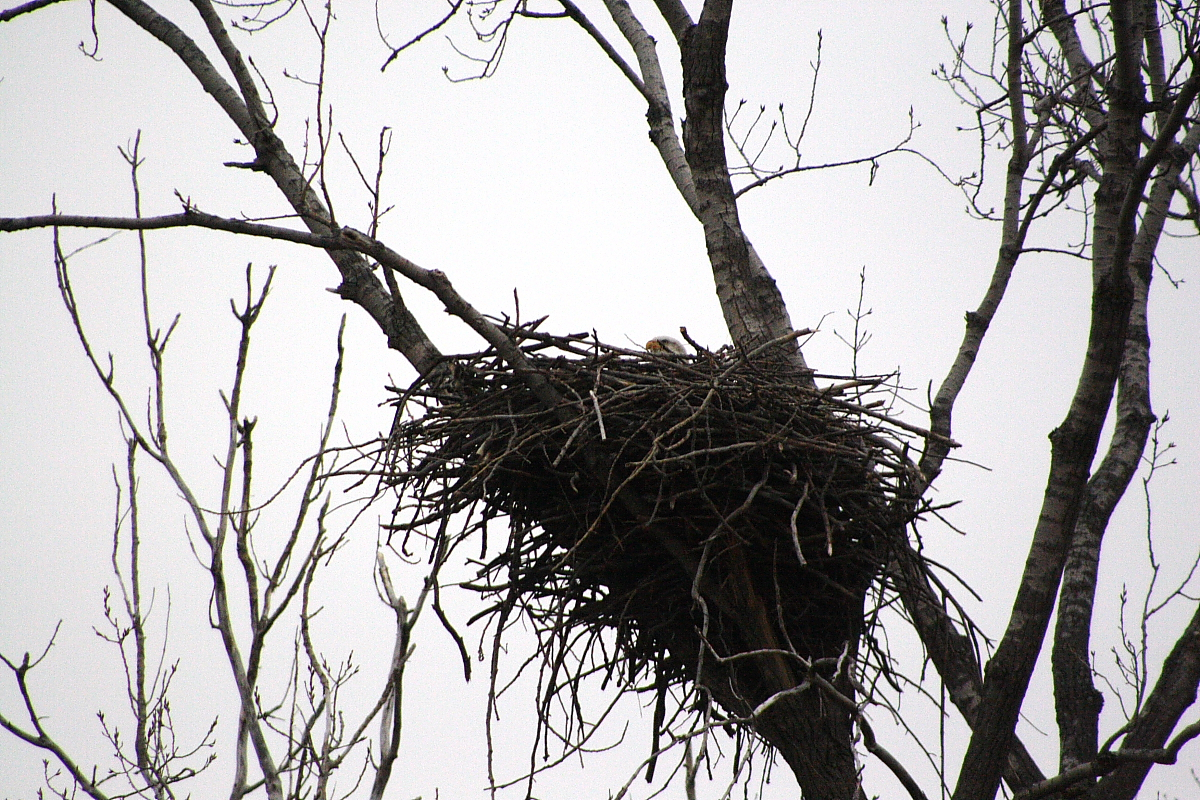
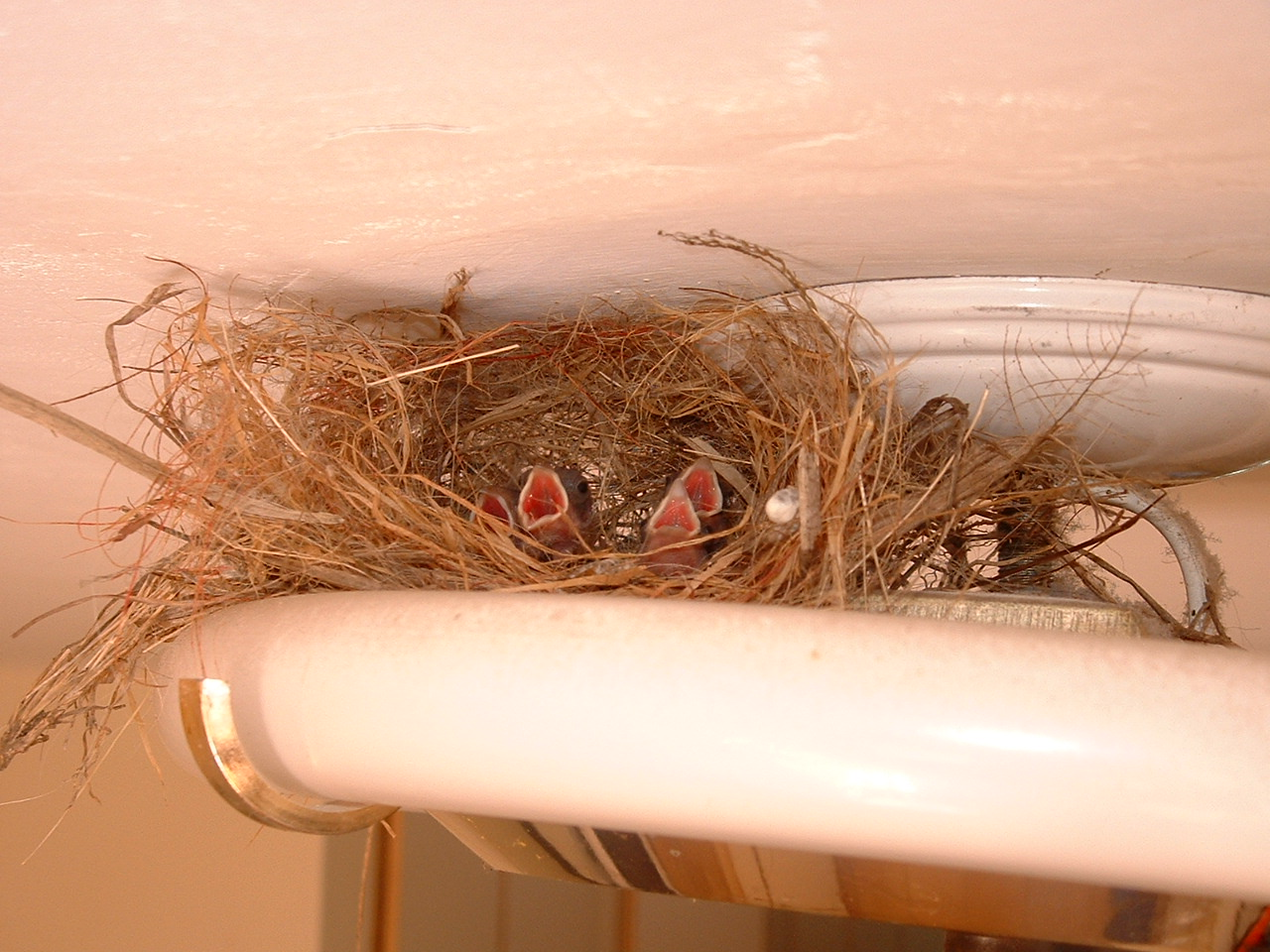
램프 안의 둥지
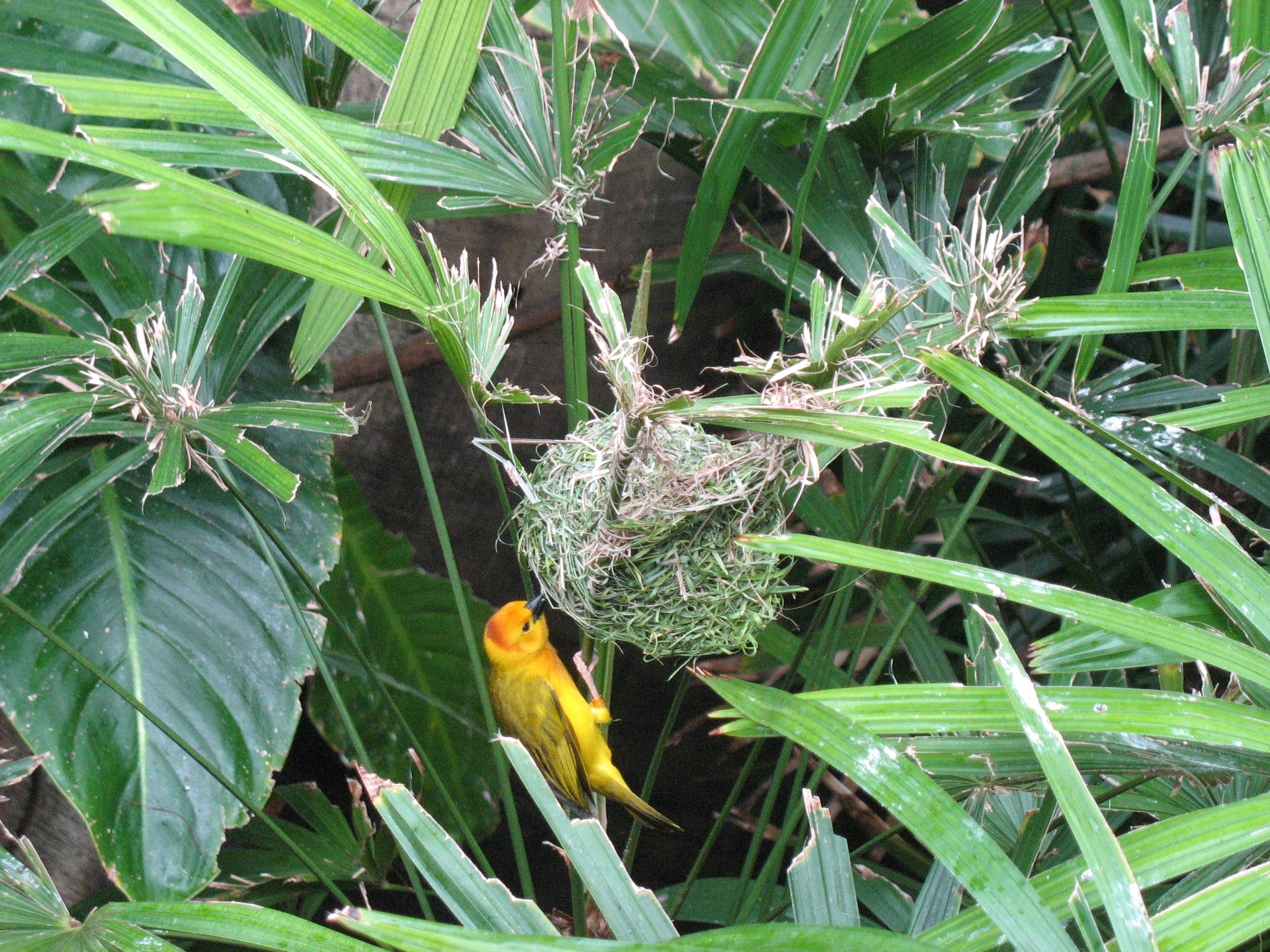
바구니 둥지를 짓는 새
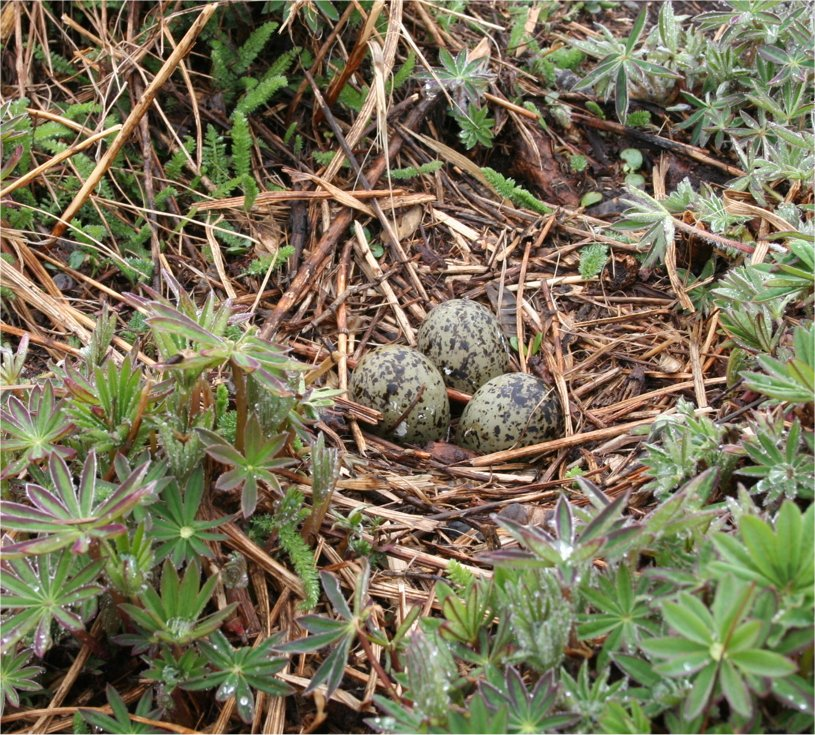
알이 들어 있는 둥지
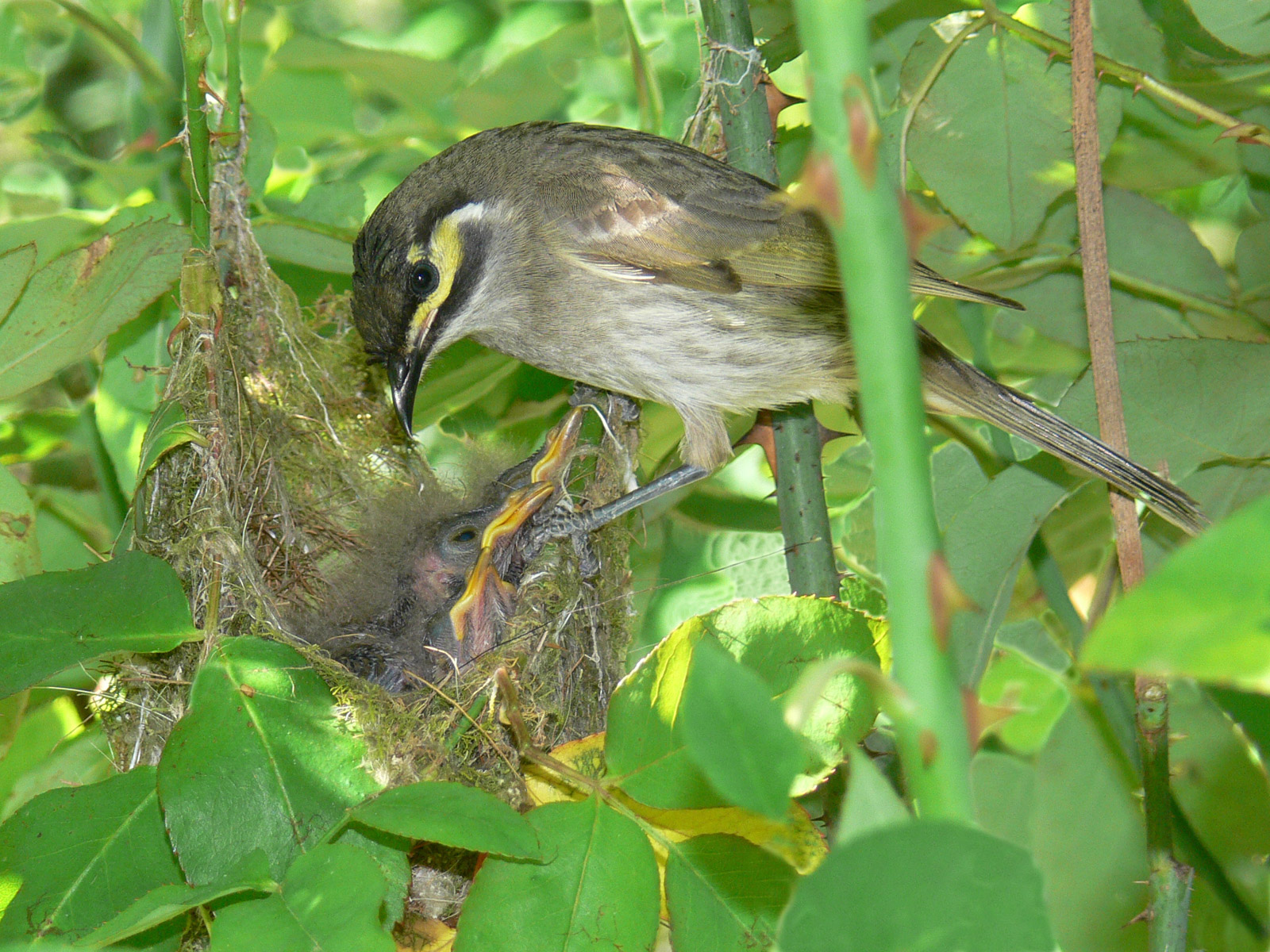
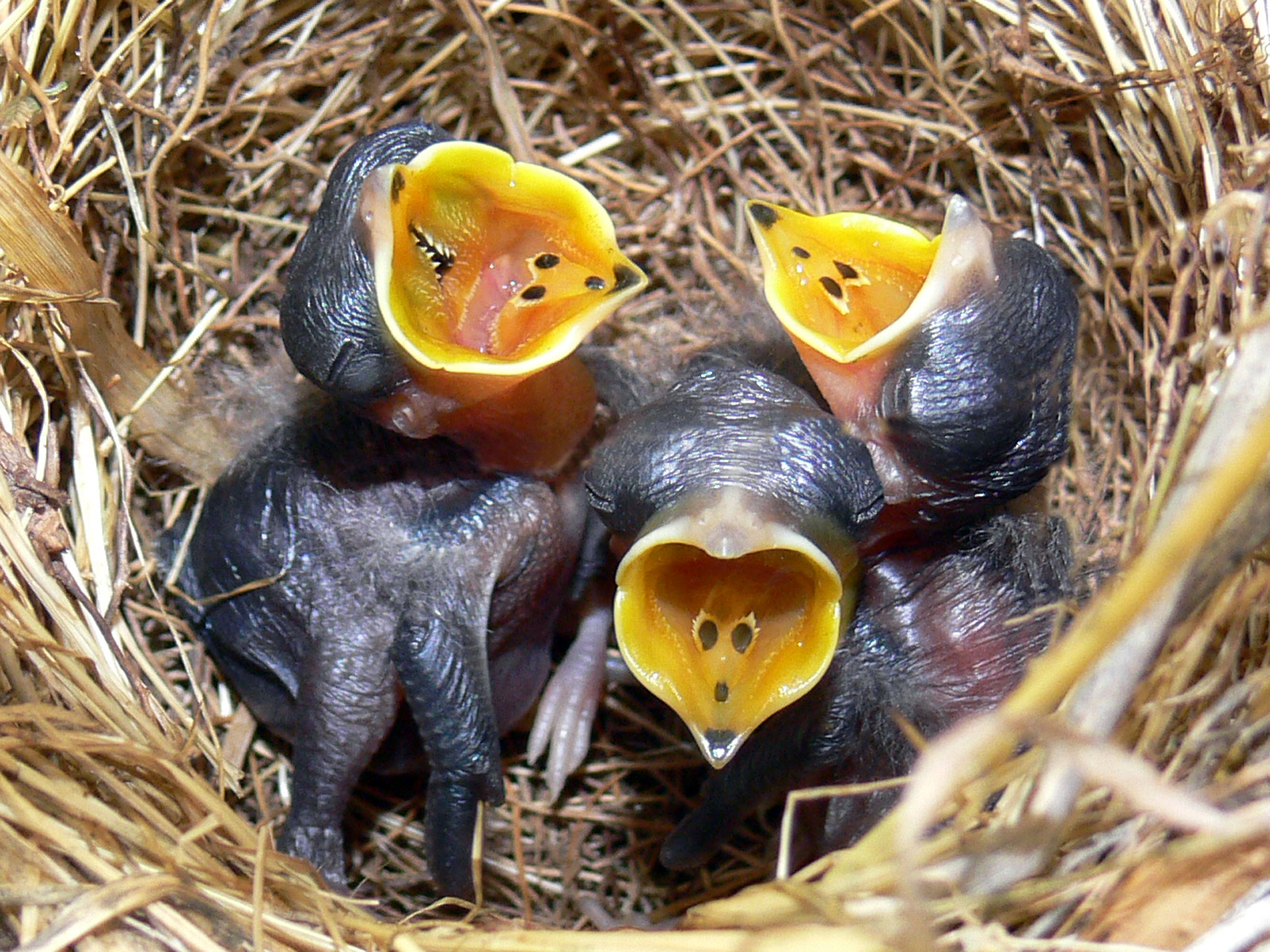
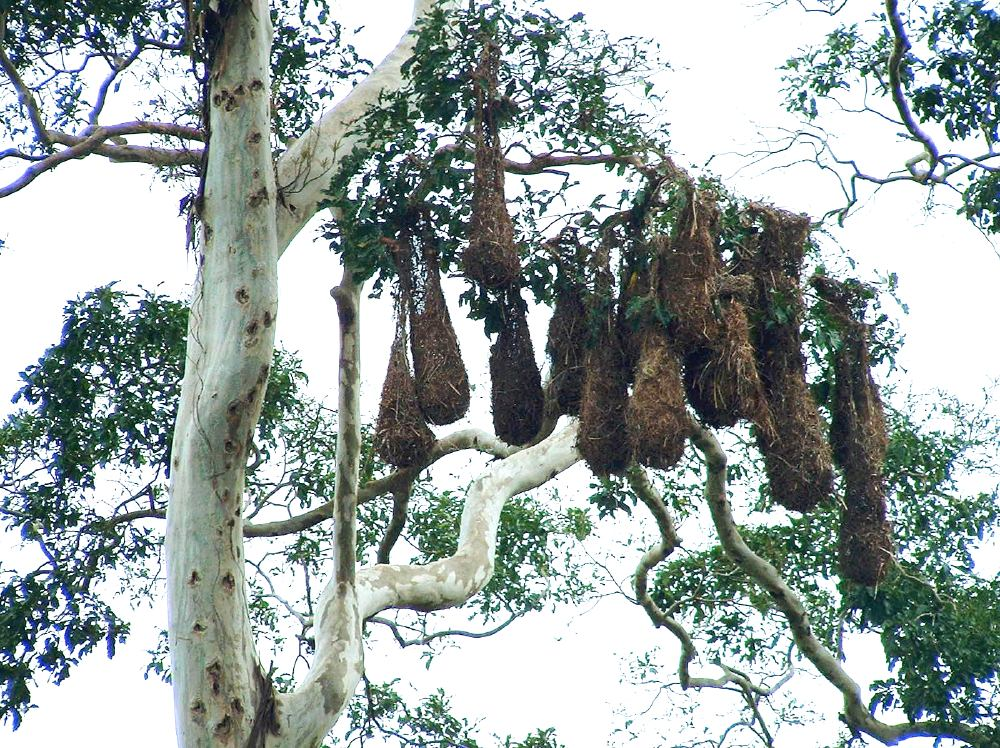
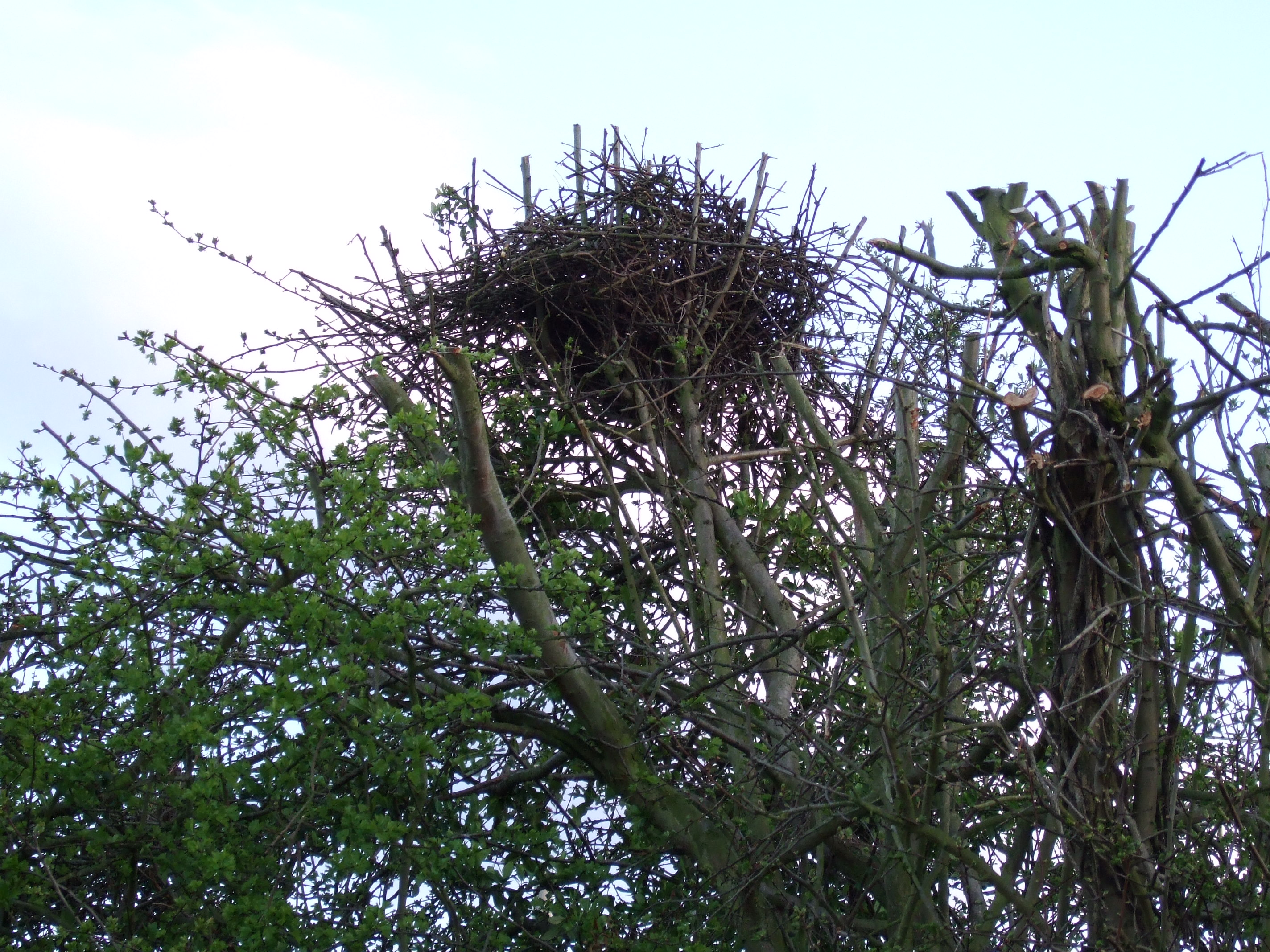
다람쥐 둥지

## 참조 문헌
- Hansell, Bird nests and construction behaviour, CUP 2005, ISBN 0-521-01764-5